# La bola de cristal
La bola de cristal va ser un programa de Televisió Espanyola emès en els anys vuitanta, dirigit per Lolo Rico, i subdirigit i realitzat durant la major part de la seva emissió per Matilde Fernández Jarrín. La primera emissió de La bola de cristal va ser el dissabte 6 d'octubre de 1984, sent el seu últim any d'emissió 1988. El programa comptava amb diverses seccions orientades per a diverses franges d'edat. Va rebre dos premis «TP d'Or» al millor programa infantil en els anys 1985 i 1987.
Cal destacar el continu reconeixement de diferents sectors de la societat cap a aquest programa que se sortia de la norma marcada pels programes infantils de la seva època i uns altres més actuals, i que apostava per tractar als nens com a persones adultes. La bola de cristal reflectia el canvi sociopolític que va suposar la Transició a Espanya i l'explosió cultural i musical coneguda com la Movida madrileña.

## Seccions
El programa estava dividit en quatre seccions diferents, ben diferenciades. Cadascuna d'elles estava dirigida a un públic de diferent edat, que comprenia des dels més petits fins als ja gairebé adults. Totes les seccions estaven esquitxades de petits vídeos de tall humorístic o que convidaven a reflexionar, i que actuaven a manera de cortinetes de continuïtat entre seccions. D'aquestes cortinetes van sorgir frases com «Yo solo no puedo, con amigos sí», «Si no quieres ser como estos, lee», o «Tienes quince segundos para imaginar... si no se te ha ocurrido nada, a lo mejor deberías ver menos la tele», entre d'altres.

## Banda sonora
La música de la banda sonora d'aquesta sèrie es troba en una recopilació de 30 cançons anomenada: "Las Canciones De La Bola De Cristal ¿Qué Tiene Esta Bola?". Disponible en l'app Spotify.
- 00 Cançó (Intèrpret)
- 01 Abracadabra (Alaska)
- 02 La bola de cristal (Santiago Auserón)
- 03 Vacaciones infernales (Alaska)
- 04 Me siento tan feliz (Kiko Veneno)
- 05 El pupitre de atrás (Loquillo Y Trogloditas)
- 06 La novia de Guillermo Tell (Alicia Si)
- 07 Alumbakata (Objetivo Birmania)
- 08 La cuarta parte (Ricardo del Castillo)
- 09 La bola de mi amiga Lola (Lain)
- 10 Ni un día más (Alaska)
- 11 Electroduendes (Pepe de Lucía)
- 12 No se ría (Santiago Auserón)
- 13 Johny Tornillo (Angel Antolaguirre)
- 14 Soy un electroduende (Los Electroduendes)
- 15 Siempre sere un niño (Santiago Auserón)
- 16 Canción de los Electroduendes (Los Electroduendes)
- 17 No se ría (Alaska)
- 18 Hoy es un día nuevo (Hombres G)
- 19 Esclava del mal (Alaska)
- 20 Contraseña (Alicia Si)
- 21 Va por la ciudad (Loquillo Y Trogloditas)
- 22 La bola de cristal (Alaska)
- 23 Es muy normal (Burning)
- 24 Sueños en televisión (Santiago Auserón)
- 25 Buscando voy (Lain)
- 26 Ikarubi (Alicia Si)
- 27 El Pupitre de atrás (Alaska)
- 28 El club de los borrachos (Angel Antolaguirre)
- 29 Ves lo que pasa (Objetivo Birmania)
- 30 Vaya Bola (Ricardo del Castillo)

### Els electroduendes
És la primera secció del programa, dedicada als més petits. En els primers programes, els conductors eren Isabel Bauzá i Gerardo Amechazurra, i els protagonistes eren «Los electroduendes»: la Bruja Avería, la Bruja Truca, el Hada Vídeo, Maese Cámara i Maese Sonoro. Les veus d'aquests ninots van ser, respectivament, les dels actors de doblatge Matilde Conesa, Laura Palacios, Alicia Saínz de la Maça, Luis Perezagua i Ángel Egido. Les trames en aquests programes consistien en els presentadors intentant fer el programa i els electroduendes gastant-los bromes. Posteriorment, es va variar el format i es va suprimir als presentadors, deixant la secció íntegrament en mans dels Electroduendes, que protagonitzarien diversos sketches de tota mena.
Els electroduendes, com el seu nom indica, eren els follets de l'electrònica, i cadascun representava una dels aspectes tècnics de l'audiovisual Maese Sonoro representava al micròfon, capaç d'escoltar tot, però incapaç de memoritzar-ho. Maese Cámara representava a la cambra, capaç de veure-ho tot, però incapaç de memoritzar-ho. La fada Vídeo representava a les gravadores, ja que podia memoritzar i reproduir qualsevol imatge o so que haguessin vist o sentit els seus companys. La bruixa Truca era una enamorada del cinema i ho coneixia tot sobre el setè art. Per part seva, la bruixa Avería exercia de vilana, i s'encarregava d'espatllar-ho tot i de fer explotar i embruixar tot tipus de coses, inclosos els altres electroduendes.
Al llarg de la seva vida d'emissió, els Electroduendes van passar de protagonitzar aventures infantils a ser autèntics artífexs de les més variades crítiques contra el govern, el capitalisme, la guerra, el terrorisme, etc., gràcies al seu guionista Santiago Alba Rico. El programa es va convertir en una crítica social del seu temps que no a tothom agradava. Molts crítics, periodistes sobretot, van posar en dubte si realment era un programa dirigit al públic infantil, adolescent o al ja adult.

### El "librovisor"
És la segona secció del programa, dirigida a nens una mica més grans i preadolescents. Estava conduïda per Alaska, amb guions de Carlo Frabetti i Carlos Fernández Llíria. També va sofrir canvis de format al llarg de les temporades. Al principi, Alaska estava acompanyada de Mantequilla, un detectiu encarnat per Miguel Ángel Valero (Piraña a Verano azul). En aquesta època, Alaska contava una història relacionada amb alguna època de la història, com l'antiga Grècia, la Roma clàssica, l'Edat mitjana, etc, i Mantega resolia algun cas que guardés relació o no amb el tema tractat.
Poc després, es van sumar al ventall d'actors Pedro Reyes i Pablo Carbonell, com a intèrprets de les històries d'Alaska, de forma absurda i humorística, i per a la segona temporada es va prescindir del personatge de Mantega, quedant Alaska, Pedro i Pablo com a protagonistes de la secció fins al final del programa en 1988. En finalitzar la secció, com a pont entre seccions se solia emetre un videoclip amb una cançó especialment creada per al programa protagonitzat per Alaska, Santiago Auserón, Loquillo o Kiko Veneno entre d'altres. D'elles, la més popular va ser sens dubte Abracadabra, interpretada per la mateixa Olvido Gara i que es va identificar amb el programa.

### La banda magnètica

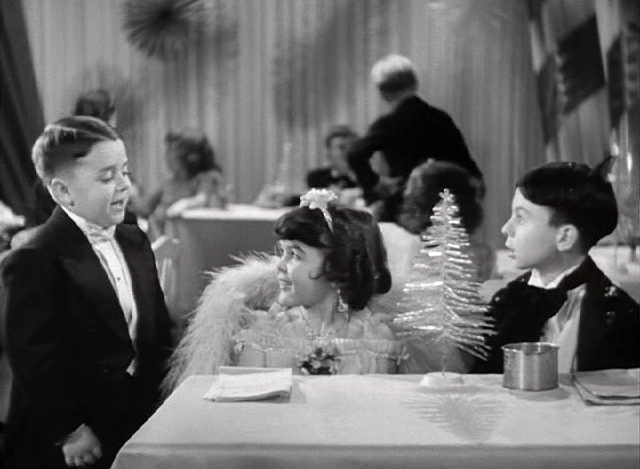
La sèrie cinematogràfica estatunidenca La Pandilla es va emetre per televisió dins de La bola de cristal.

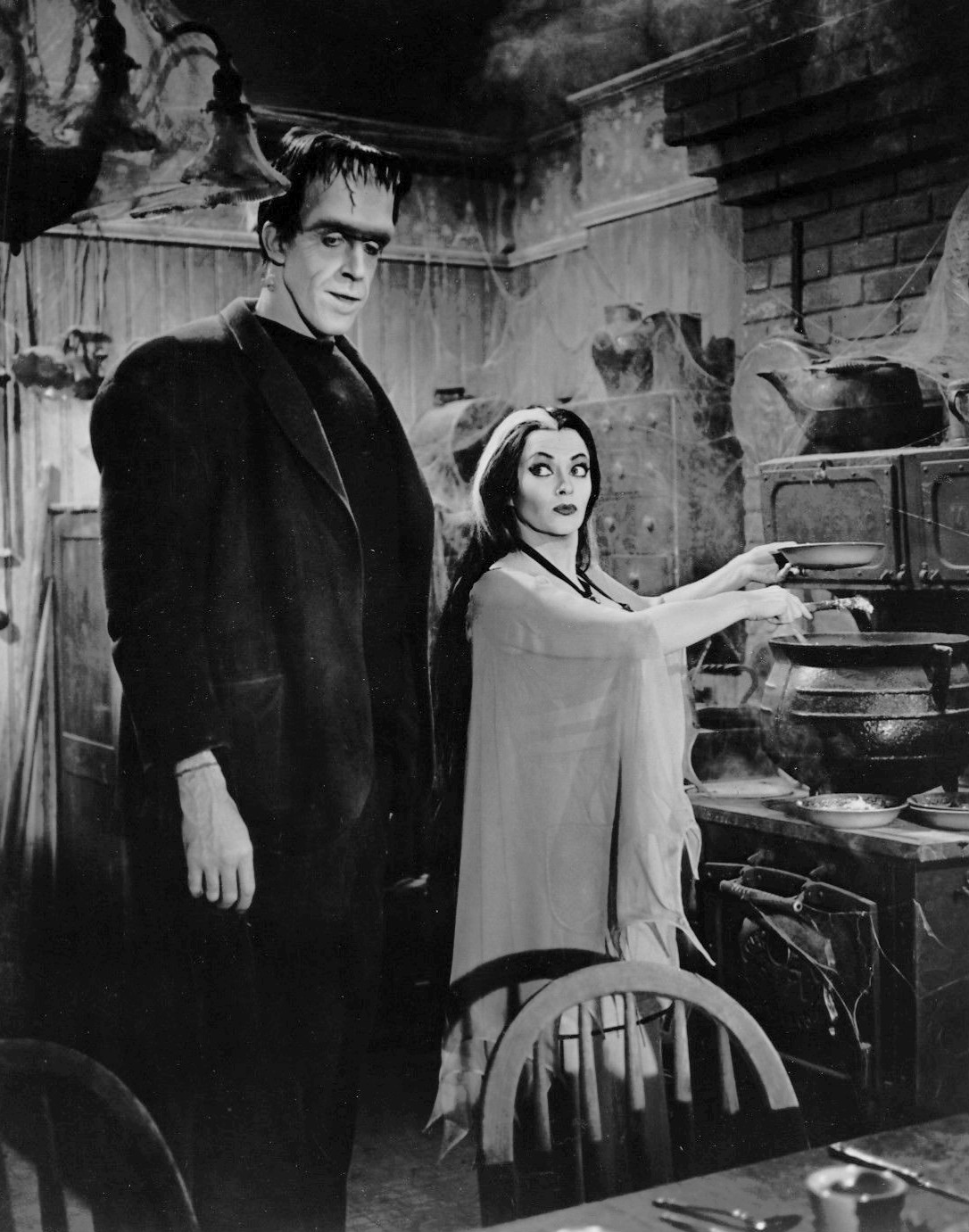
La sèrie La familia Monster era una sàtira de les tradicionals pel·lícules de terror i en la seva trama contava la vida casolana d'una peculiar família de monstres a través d'històries còmiques. En la imatge Herman i Lily Monster en la cuina.

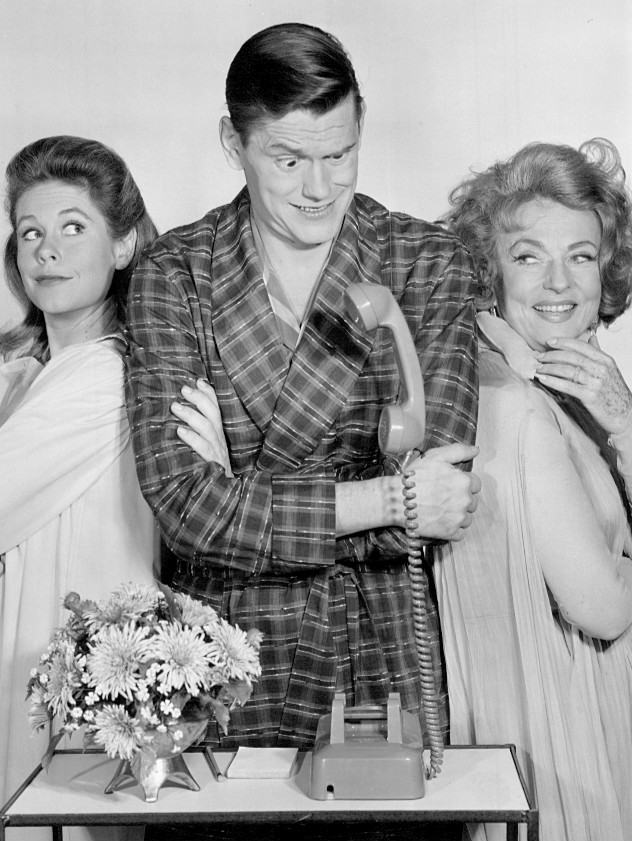
Embrujadaera una comèdia de situació estatunidenca amb tocs romàntics que quanta la vida diària del matrimoni Stephen i les conseqüències que sofreixen les seves vides quan Samantha, l'esposa, confessa al seu marit que és una bruixa i té poders. La màgia serà una part crucial de la vida diària dels personatges.

Aquesta tercera secció funcionava com a contenidor per a emetre un capítol d'una sèrie infantil o juvenil, també presentat per Alaska. Les sèries que es van emetre en aquesta secció van ser:
- La Pandilla
- La familia Monster
- Embrujada

Després de l'episodi, s'emitia la minisecció «Los monográficos de Truca» que consistia en un petit monogràfic que tractava sobre la vida d'antics artistes del món del cinema, tals com Charlie Chaplin, Romy Schneider, etc.

### La cuarta parte
Era la quarta secció del programa, dedicada als adolescents de 14 i 18 anys, el nom unitari dels quals era simplement "La cuarta parte", encara que en la programació de Televisió Espanyola figurava com a programa independent perquè podia pensar-se que no fos apropiat per al públic infantil. Aquesta secció va ser afegida en la segona temporada del programa, que en la primera temporada només tenia les tres seccions anteriors.
Començava amb «La entrevista del patito» durant la qual la pròpia directora del programa, Lolo Rico, cap a entrevistes a personatges actuals d'aquella època, tals com Fernando Savater o Pedro J. Ramírez, o simplement feia monòlegs crítics sobre altres temes com la publicitat, la moda, etc.
Després començava «El Noticiario» amb Javier Gurruchaga al capdavant. En ell, Gurruchaga tenia certa llibertat per a tractar els temes que li vinguessin de gust, parlant de la política, la música, el cinema, i fins i tot protagonitzant una minisèrie on ell mateix interpretava a tots els personatges de la seva suposada família imaginària i els guions de la qual estaven escrits per Isabel Alba. Posteriorment, la participació de Gurruchaga es va estendre a tota la secció, que va rebre el nom "El cuarto hombre".
A més, dins de la secció «Acordes en espiral» també s'emetien videoclips, alguns d'ells creats específicament per al programa, amb els últims èxits d'artistes com Franco Battiato, Ángel Altolaguirre, Radio Futura, Mecano, Los Nikis, Eskorbuto, Javier Gurruchaga, La Unión, Los Toreros Muertos, Golpes Bajos, Glutamato Ye-ye, La Frontera, Nacha Pop, Gabinete Caligari, Ramoncín, El Último de la Fila i altres. Grups que representaven el conjunt d'artistes i gustos musicals de l'etapa de la Moguda en els anys vuitanta i altres estrangers. Va ser el programa el veritable impulsor del videoclip a l'Espanya de la dècada, i els temes que es beneficiaren foren Sildavia', La sangre de tu tristeza, Querida Milagros, Insurrección', Al calor del amor en un bar, A quién le importa, No es serio este cementerio o El imperio contraataca.
També, a vegades, s'emetien «Los conciertos de la bola», miniconciertos en els quals el mateix tipus d'artistes interpretaven les seves cançons en directe davant el públic, i a vegades cançons compostes en exclusiva per al programa. Anys més tard, es va afegir a aquesta secció la projecció de curts humorístics espanyols com The Traka on una jovencísima Anabel Alonso feia els seus primers pinitos en la televisió, o «el Show de Pedro Reyes», on l'actor del mateix nom protagonitzava absurdes i absurdes situacions.

## Final
Amb l'arribada de Pilar Miró com a directora de RTVE el 1987 molta de la càrrega de crítica política i social present en seccions com Els Electroduendes es va haver de parar. Miró va pressionar perquè es deixés de criticar Felipe González (president del govern espanyol en aquella època), a Ronald Reagan (president dels Estats Units entre 1980 i 1989) o Margaret Thatcher (primera ministra del Regne Unit entre 1979 i 1990), el que provocava cert malestar a la directora del programa, Lolo Rico, i als seus guionistes que, després d'haver tingut durant tres anys tota la llibertat que van voler per a parlar i tractar els temes que els semblessin, ara es veien més limitats per a poder parlar i criticar en llibertat i a la seva manera el que volguessin i, com a conseqüència, amb menys ganes de seguir amb el programa.
En una entrevista concedida pel trentè aniversari del programa, Rico indica que Ràdio Televisió Espanyola va censurar sense el seu permís un espot que defensava al col·legi públic respecte al privat. Això va provocar la dimissió de Lolo Rico i la finalització del programa.
Des de 1987 hi havia plans per a la continuïtat del programa, amb Sonia Martínez com a presentadora en substitució d'Alaska, però a causa de les restriccions ja citades, la secció dels Electroduendes va arribar a la seva fi a la fi del 1987 i això va portar al fet que La bola de cristal deixés d'emetre's per complet el 1988, substituint-se per un programa nou de cort més infantil anomenat Cajón desastre conduït per Miriam Díaz Aroca.

## Reemissió en la web
A mitjan 2008 Televisió Espanyola va decidir reemitir algunes de les seves produccions pròpies clàssiques. Les triades van ser Los gozos y las sombras, Turno de oficio, Verano azul, Historias para no dormir, La bola de cristal i Anillos de oro. Després d'una enquesta a l'audiència, va començar la reemisión en forma de vídeos publicats en el seu web, si bé també es troben allí, en la secció de Televisió a la carta/Arxiu/Sèries mítiques, els primers episodis de les altres cinc sèries. En particular, el primer programa de La bola de cristal figura des del 16 de maig de 2008.

## Repartiment
- Alaska
- Isabel Bauzá (1984-1985)
- Gerardo Amechazurra (1984-1985)
- Isidoro Fernández
- Santiago Auserón
- José María Sanz Beltrán, Loquillo
- Kiko Veneno
- Pablo Carbonell
- Pedro Reyes
- Miguel Ángel Valero (1984-1985)
- Fedra Lorente (1986-1987)
- Javier Gurruchaga (1985-1988)
- Anabel Alonso (1987-1988)
- Enrique San Francisco (1987-1988)